# Cabane de Bertol
Die Cabane de Bertol ist eine hochalpine Schutzhütte in den Schweizer Alpen, alle Zugänge gelten als Hochtour. Besitzerin der Hütte ist die Sektion Neuchâteloise des Schweizer Alpen-Clubs (SAC). Sie liegt auf einem Felsgrat über dem Col de Bertol und wird über den Mont-Miné-Gletscher von Arolla aus erreicht.

## Geschichte
Die Hütte wurde 1898 «dank der Hochherzigkeit des Herrn C. Russ-Suchard» erbaut. Diese erste Hütte wurde 1917 und 1923 vergrössert auf dann 36 Plätze. 1949 erfolgte eine letzte grössere Erweiterung. 1976 erfolgte ein Neubau nach den Plänen von Jakob Eschenmoser und im  Jahr 2000 ein Umbau.

## Touren

### Hüttenübergänge
- Schönbielhütte, Gehzeit 6–7 Stunden
- Cabane des Vignettes, Gehzeit 6–7 Stunden
- Rifugio Nacamuli al Col Collon, Gehzeit rund 6 Stunden
- Rifugio Aosta, Gehzeit rund 4 Stunden

### Skitouren
Die Bertolhütte liegt an der Haute Route. Die Patrouille des Glaciers führt an der Hütte vorbei.

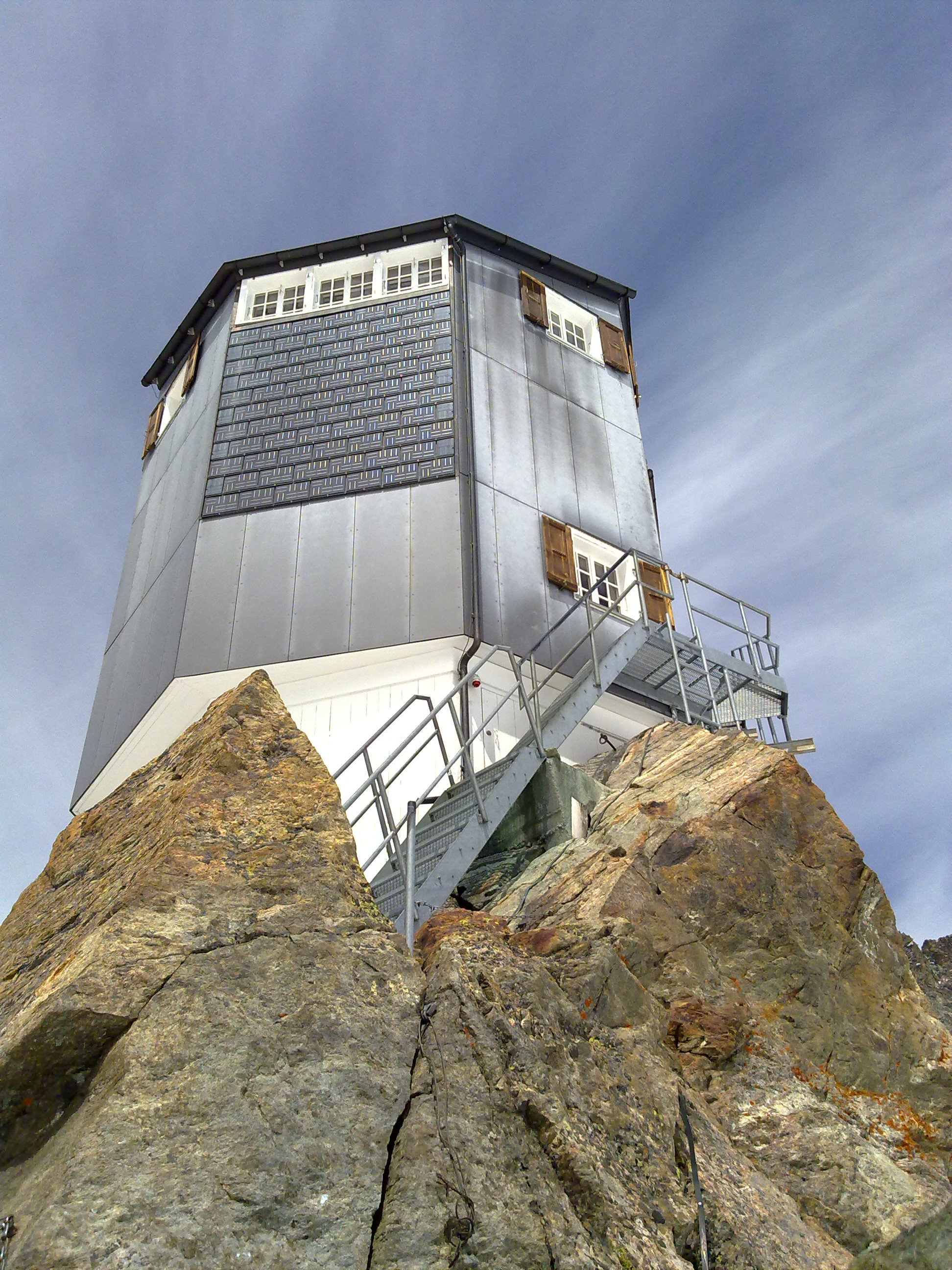
Cabane de Bertol (2010)

### Gipfel
- Tête de Valpelline, 3802 m
- Tête Blanche, 3710 m
- Dents de Bertol, Nordgipfel 3547 m und Südgipfel 3524 m
- Aiguille de la Tsa, 3668 m
- Dents des Bouquetins, 3838 m
- Douves Blanches, Nordgipfel 3664 m und Südgipfel 3642 m